# Beregdéda
Beregdéda (ukránul Дийда (Dijda) korábban Дідове (Gyidove / Didove), oroszul Дедoвo (Gyedovo)) falu Ukrajnában, Kárpátalján, a Beregszászi járásban. 
A Dédai-tó körül Kárpátalja egyik legnagyobb üdülőterülete alakult ki.

## Fekvése
Beregszásztól 5 km-re nyugatra fekszik. 

## Története

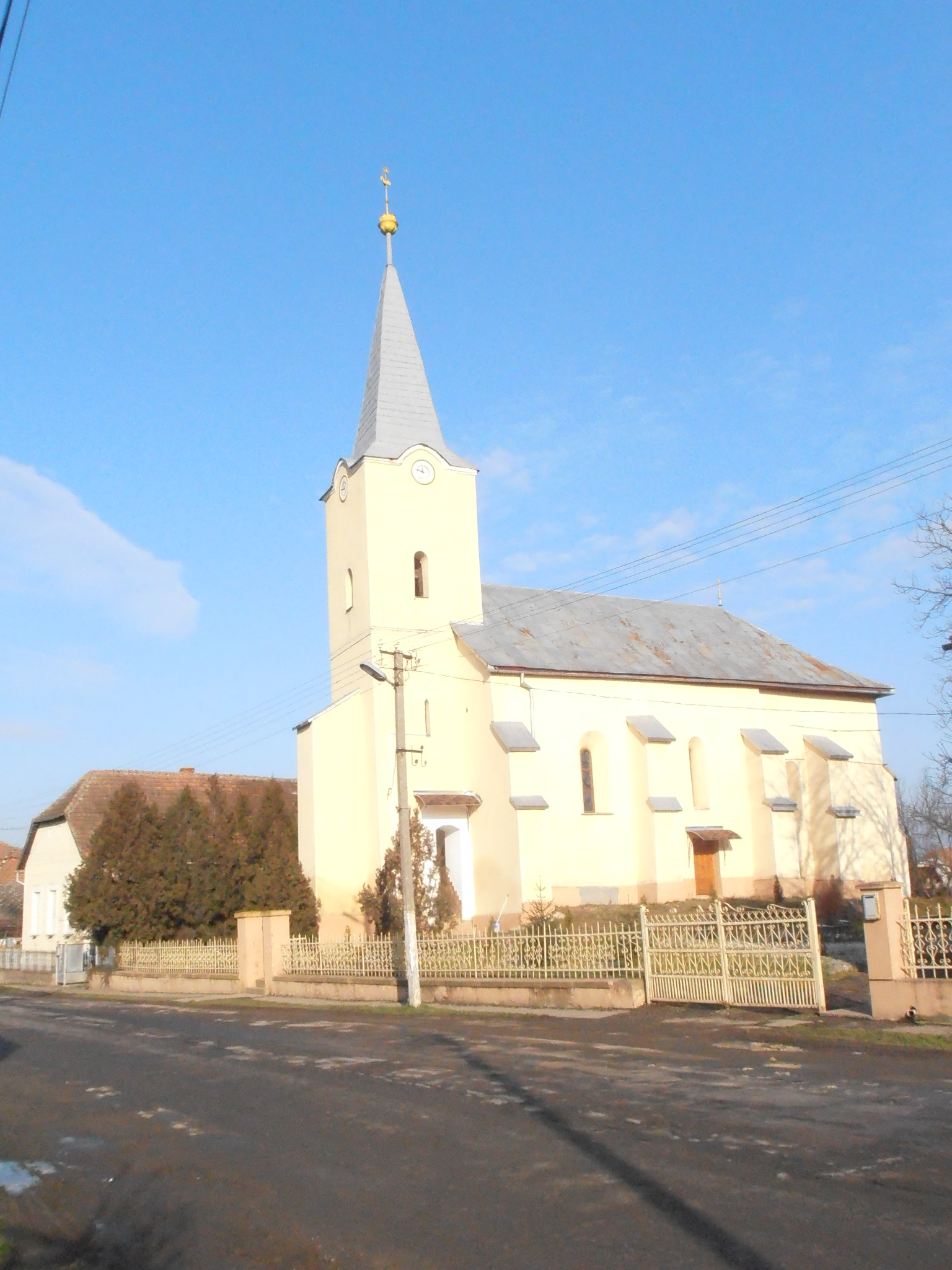
A beregdédai református (egykori római-katolikus) templom

Területe ősidők óta lakott. Határában halomsírok találhatók. A Kirva nevű puszta helyén kisebb földvár nyomai látszanak. 1274-ben „Deda” néven említik először, neve személynévi eredetű.
Református temploma a 13. században épült, román stílusban, a középkorban megyegyűlések színhelye volt. A 15. században gótikus stílusban átépítették, ekkor kapta a ma is látható támpilléreit, belső csúcsos diadalívét és a torony takarása miatt csak oldalról megközelíthető kapuzatát. A templom 1556 óta a reformátusoké.
1566-ban a tatárok dúlták fel a falut. Templomának tornya 17. századi. A Rákóczi-szabadságharc után betyárok vertek tanyát benne. 1774-ben felújították és átalakították a templomot.
A 18. század végén Vályi András így ír róla: „DÉDA. Magyar falu Bereg Vármegyében, birtokosai külömbféle Urak, lakosai katolikusok, és oroszok is, de leg inkább reformátusok, fekszik Darótzhoz egy órányira, határja közép termékenységű, és ha jól miveltetik, mindenféle gabonát bőven terem, réttye is jó szénát termő, és néha sarjút is hoz, legelője tágas, mind a’ kétféle fája elég, nádassa is, mellyböl meglehetős nyereséget szereznek a’ lakosok magoknak, piatzozása holott vagyonnyait eladhattya, meglehetős Kőbanyán; a’ második Osztályba tétettetett.”
Fényes Elek 1851-ben kiadott geográfiai szótárában így ír a faluról: „Déda, magyar falu, Bereg vgyében, a Tiszaháton, ut. p. Beregszászhoz 1 mfdnyire, 600 ref., 168 görög, 23 római kath., 10 zsidó lakossal, ref. anyatemplommal. Agyagos fekete földje mindent megterem; fája, szénája bőséggel. De leginkább nevezetes timsógyáráról, mellyet a szerencsétlen Perényi Zsigmond báró birt. Állandóan dolgozik e gyárban 16 munkás, kik télen át timsókő-égetéssel foglalkoznak, a nyári 8 hónap alatt a munkások száma 25-el szaporittatik. A timsókövek a báró saját nagy-muzsaji bányáiból hozatnak. Készül évenként 3200–3500 mázsa kitünő jóságu timsó, helybeli ár szerint 6 pengő forintjával. A helységet többen birják.”
Egy korabeli, 19. századi levéltári anyag alapján kiderül, hogy Beregdéda jelenlegi területének nagy része mocsaras vidék volt. Valamint a tóvár bizonyos Várszég Hugel und Sumpf megnevezést kapott. A Tóvárnak nevezett erősségről így írt 1881-ben Lehoczky Tivadar tájkutató:

„Egy parányi erőd, csak 25 m átmérőjű, s hármas sánccal és töltéssel vala egykor körülvéve, hozzá észak és dél felől az egykor kétségtelenül átgázolhatatlan mocsáron át 3-400 lépésnyit hosszú karcsú padlószerű híd vezetett, melynek földbe vert tölgyfa cölöpjei máiglan jól látszanak. A vár helyén jegytelen téglák és kövek hevernek s némi üregek, melyeket kincskeresők vájtak. A láp most már kiszáradt, legelőnek s részben kaszálónak használtatik.”

Templomát 1903-ban felújították és átalakították. A trianoni békéig Bereg vármegye Tiszaháti járásához tartozott.
Az első világháborút követően a községet a mesterségesen létrehozott Csehszlovákiához csatolták. A két világháború között ásatásokat végeztek, melyek 17. századi kő- és téglaépület maradványait, valamint a középkori réteg alatt újkőkori település nyomait tárták fel. 1938-tól ismét Magyarországhoz tartozott 1944 őszéig, amikor a szovjet csapatok megszállták.
Ennek következtében 1945-ben az Ukrán Szovjet Szocialista Köztársaság, s ezzel együtt a Szovjetunió részévé vált. 1955-ben csatolták hozzá Mezőhomokot, az 1970-es években teljesen összeépült a két település. 1991 óta a független Ukrajna része.

### Beregdéda jelenlegi helyzete
Aktuális felmérések szerint (2019) a tóvár területének döntő része teljesen kiszáradt, a védett állatok eltűntek. Egyedül a bölömbika az, ami túlélte eddig az emberi hanyagság pusztítását.
A település kitűnő turisztikai adottságokkal rendelkezik. Jelenleg a legfontosabb projekt a település számára, hogy a Beregdéda–Beregdaróc határátkelő pont kérdése ismét aktualizálódjon, hiszen ez létfontosságú a település számára. A létesítendő Beregdaróc–Beregdéda határátkelő jelentősen csökkentené a Záhony–Csap határátkelő terheltségét. Az M3 autópálya utolsó szakaszának meghosszabbítása elérné a Vásárosnamény és Beregdaróc közötti huszonöt kilométert – ennek megépítésével az M3 elérné teljes tervezett hosszát, 307 kilométert. 

## Népessége
- 1910-ben 898 lakosából 896 magyar, ebből 274 görögkatolikus, 495 református és 75 izraelita volt.
- A falu lakossága 1944-ben 1100 lélek volt.
- 2016-ban 2051 lakosából 1747 a magyar.

## Emlékművek

### Első világháborús emlékmű

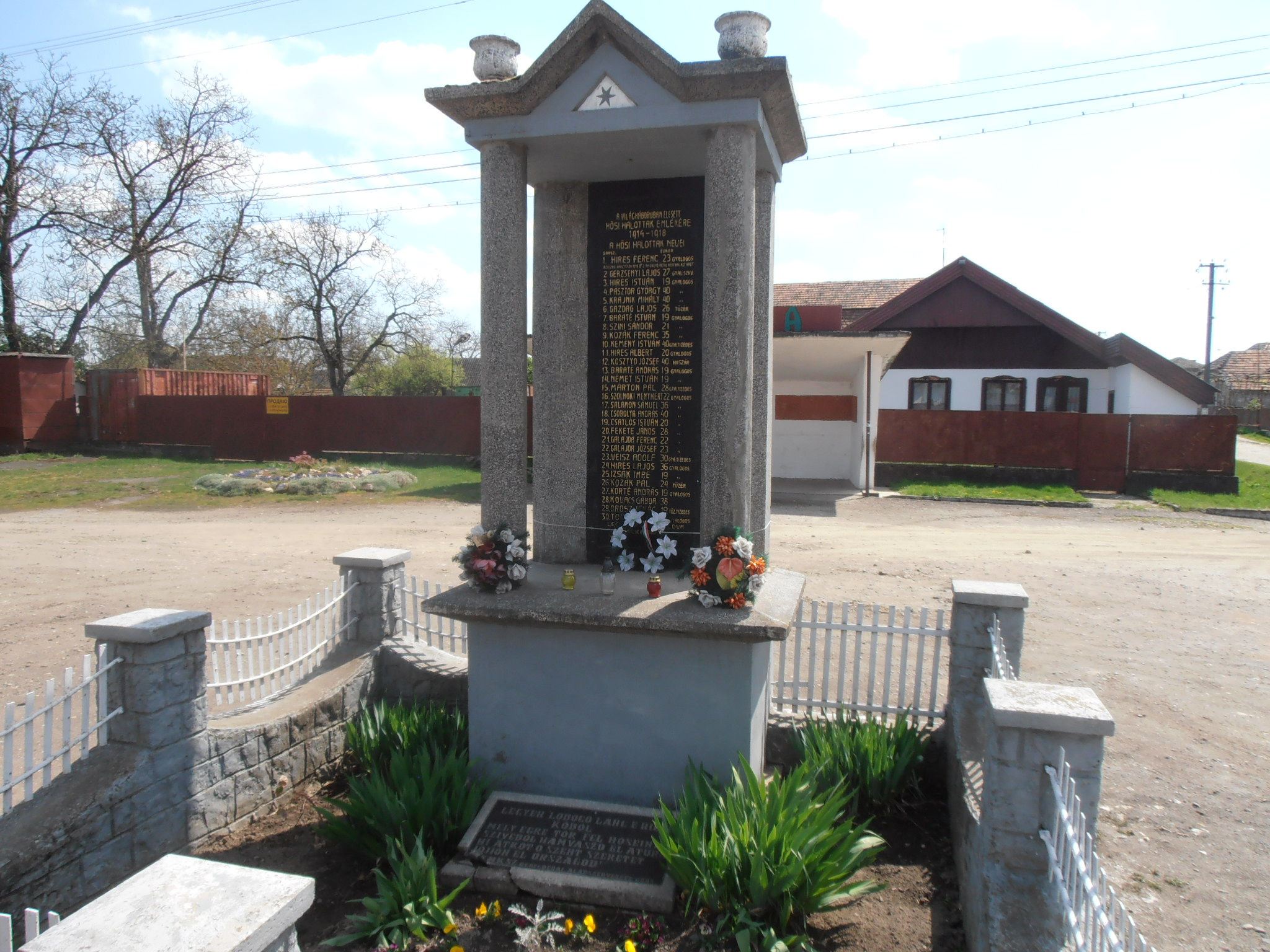
Az első világháborús emlékmű

Központjában található az az emlékmű, amelyet az első világháborúban elesett lakosok emlékére állítottak fel 1923-ban. Mivel a falu lakossága fel szerette volna újítani, felmerült, hogy áthelyezzék a temetőbe. Az idősebbek kérésére eredeti helyén hagyták, mert az emlékműnek „lelke van ott”. Egykor itt gyülekeztek a háborúba induló regruták, tehát ott látták őket utoljára a családtagjaik. A helybéliek elmondása szerint, az 1970-es évek elején az akkori tanácselnök lángvágóval távolíttatott el róla egy kis márványtáblát. A táblán ötsoros idézet állt:
„Legyen lobogó láng e kőből,
Mely égre tör hőseink szívéből.
Hamvaszd el a turáni átkot,
Ó, szent szeretet,
Jöjjön el országod!”
2005-ben a KMKSZ helyi alapszervezete vállalta, hogy felújítja az emlékművet. Az emlékművet 82 évvel azelőtt a hős katonák családja, hozzátartozóik állították Szabó Sándor falubíró kezdeményezésére. A forgalmas közút melletti mementó az évek során többször megrongálódott. Az emlékmű helyreállításának költségeit egy jótékonysági rendezvény bevételéből, a helyi görögkatolikus egyházközség adományából és egyéni hozzájárulásokból teremtette elő az alapszervezet. A felújítás során visszaállították a márványtáblát is.
Az emlékművön ez olvasható:
„A világháborúban elesett HŐSI HALOTTAK EMLÉKÉRE 1914-1918
A hősi halottak nevei:
Legyen emlékük áldva és megőrizve az utókor számára!”

### Második világháborús emlékmű

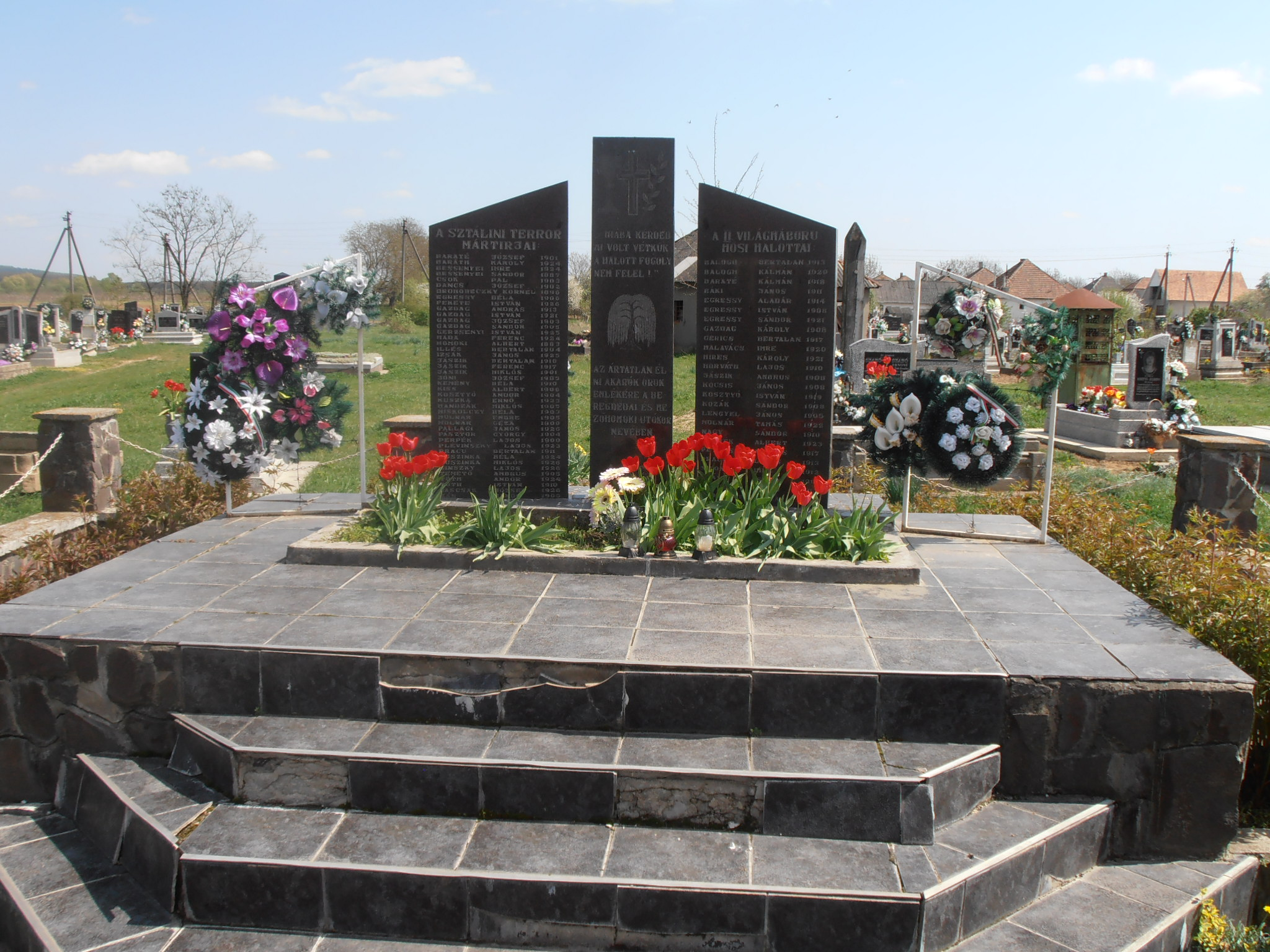
Második világháborús emlékmű

A temetőben emlékmű őrzi a második világháborúban elesett 21 dédai lakos nevét, illetve a sztálini terror 43 áldozatának emlékét.
1944. november 18-a a beregdédaiak számára szintén gyásznapként van nyilvántartva. Ezen a napon fegyveresek hurcolták el az életerős férfiakat a szolyvai táborba.
Halavács József feljegyzéséből értesülhetünk arról is, hogy a gyermekeit rajongásig szerető édesapa a haláltáborban rokonára, sógorára bízta gyermekei otthoni megsegítését, nevelését, amikor a járványos betegség miatt úgy érezte, hogy életének percei meg vannak számolva. A rokonszerető sógor szerencsésen hazatérve a táborból mindenkor, minden körülmények között eleget tett ennek a kérésnek… Sok özvegy édesanya így is csak kínkeservesen tudta felnevelni szeretett gyermekeit, de sok édesanya is meghalt a reá nehezedő teher alatt.
1945. július 4-én a helyhatóság által összeállított listák szerint 159 férfi (1900–1926 közti születésűek) az ismert okok miatt nem tartózkodott a faluban.
Az 1. sz. listán 88 név van feltüntetve, akiket hadifogolyként vettek számba. A 2. sz. listán lévők korábban katonaként vonultak be (71 férfi), bővebb információval az adatgyűjtők sem rendelkeznek.
A szovjet gulagokon meghaltak névsorát néhai Halavács József, a KMKSz beregdédai alapszervezete akkori titkára állította össze az életben maradottak segítségével. Negyven mezőhomoki és beregdédai férfi pusztult el ártatlanul a sztálini lágerekben. A II. világháborúban 27-en hősi halált haltak.

### A sztálini terror áldozatainak emlékműve
1991. november 21-én emlékművet avattak a beregdédai és mezőhomoki áldozatok tiszteletére, melyen a következő olvasható:
„Hiába kérded mi volt vétkük a halott fogoly nem felel.
Az ártatlan élni akarók örök emlékére a beregdédai és mezőhomoki utókor nevében.”
A különleges bíróság egy beregdédai születésű férfit is elítélt: Besenyei Alekszandr Georgijevicsot, aki 1887-ben született. 1945. december 22-én ítélte el a Kárpátontúli Ukrajna különleges bírósága, Kárpátontúli Ukrajna Néptanácsának 1944. december 18-ai dekrétuma alapján. Rehabilitálva 1990. március 5-én.
2005. november 18-án a felújított emlékműnél megemlékezést tartottak. Ez szent liturgiával kezdődött, majd az emlékezők átvonultak a temetőben lévő II. világháborús emlékműhöz. 

## Dédai homokbányászat
A lelőhelyet 1963-ban fedezték fel, és a jelenleg fellelhető homoktartalék mennyisége meghaladja a 11,8 millió köbmétert. A 110 hektáros terület nagy részét (65 ha) a Gajdos Istvánhoz köthető Numinátor cég bérelte a községi tanácstól, azon belül működik a Bumeráng üdülőhely. A falu lakosai többször is tiltakoztak a bányászat ellen, mivel a házak falai megrepedeztek. Hivatalosan jelenleg nem folyik homokkitermelés Déda határában, a munkálatokat leállították.

## Látnivalók
- Görögkatolikus templom
- Református templom
- Tóvár, történelmi jelentőségű.

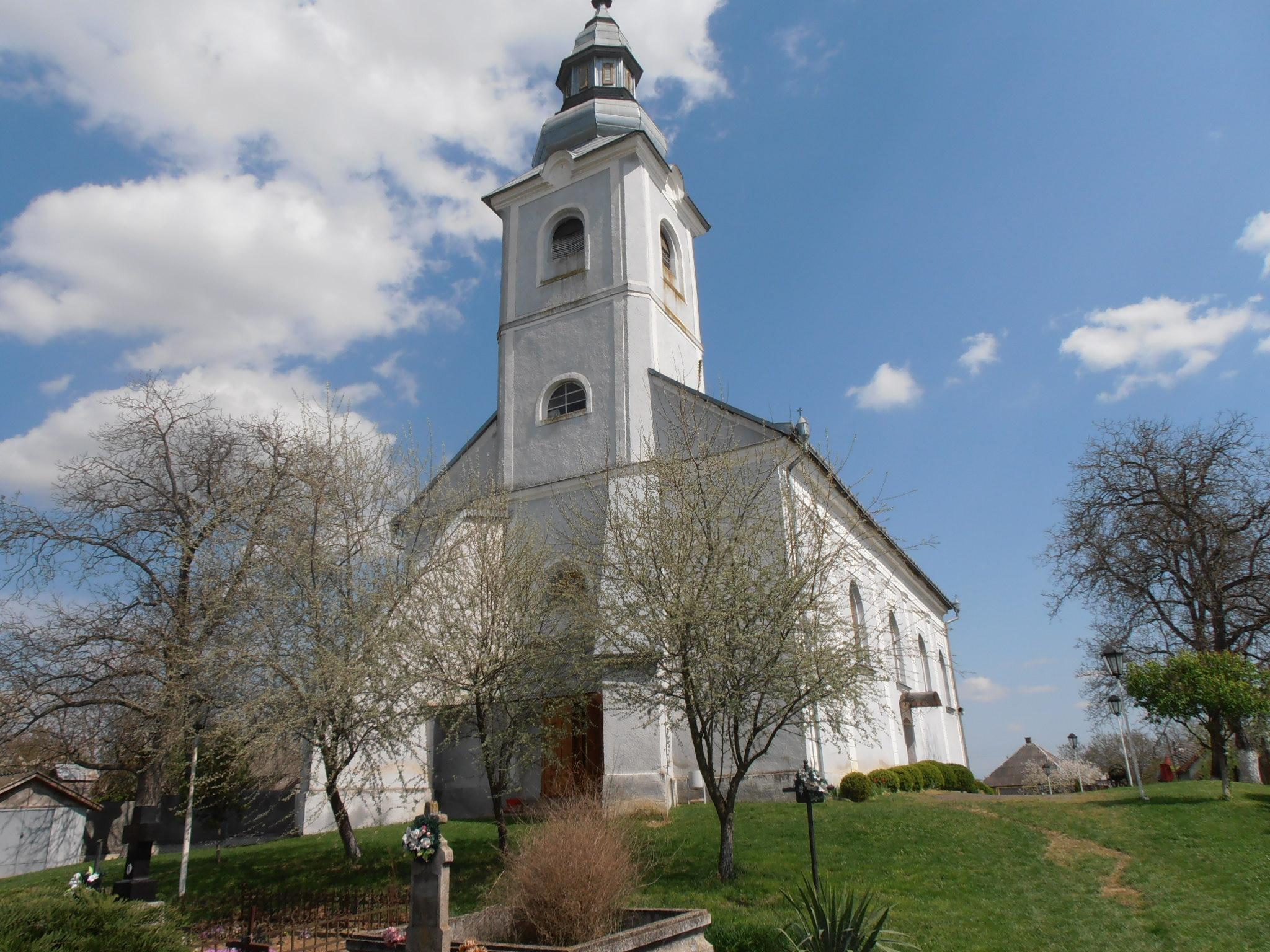
A görögkatolikus templom
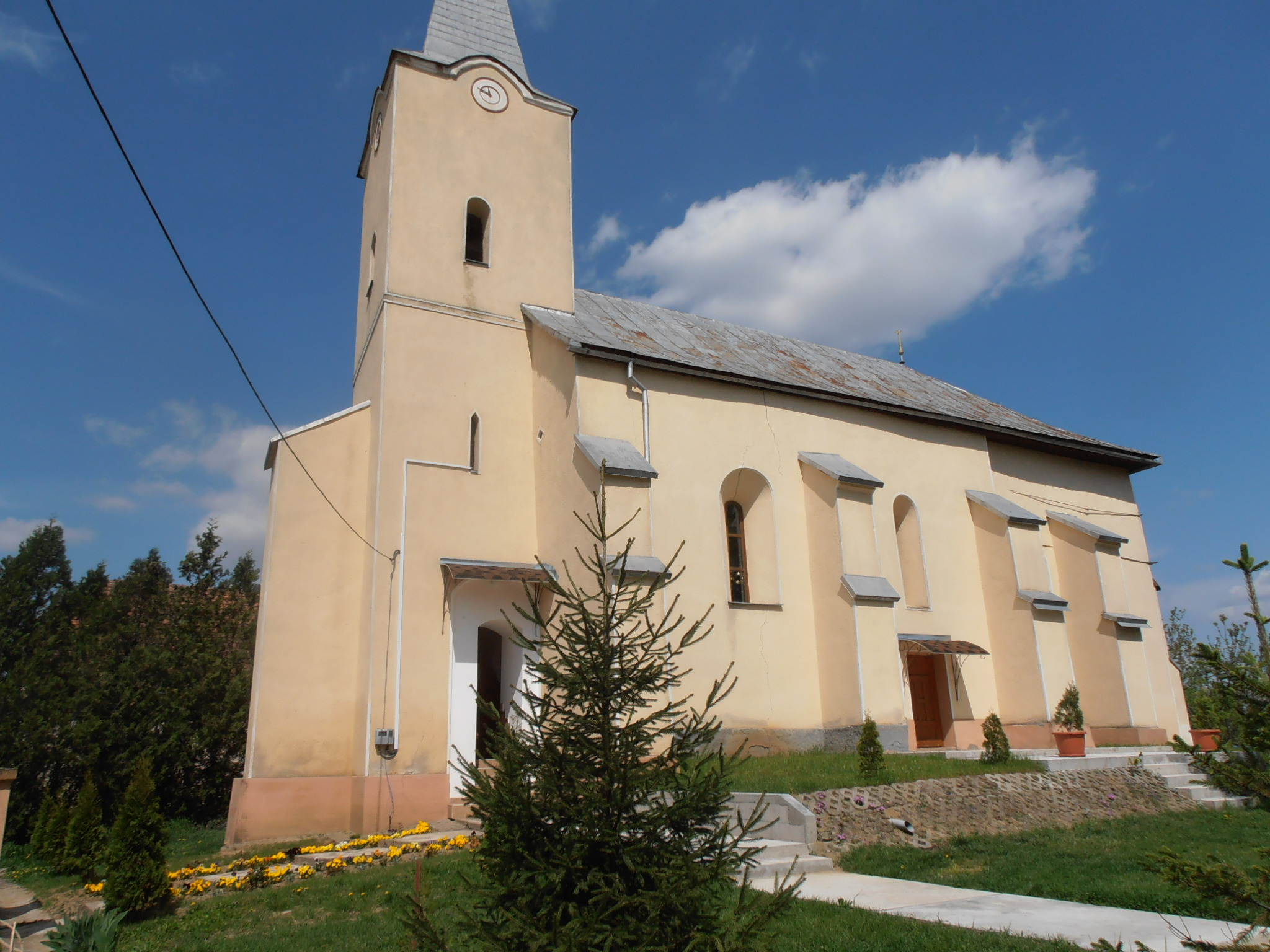
A református templom
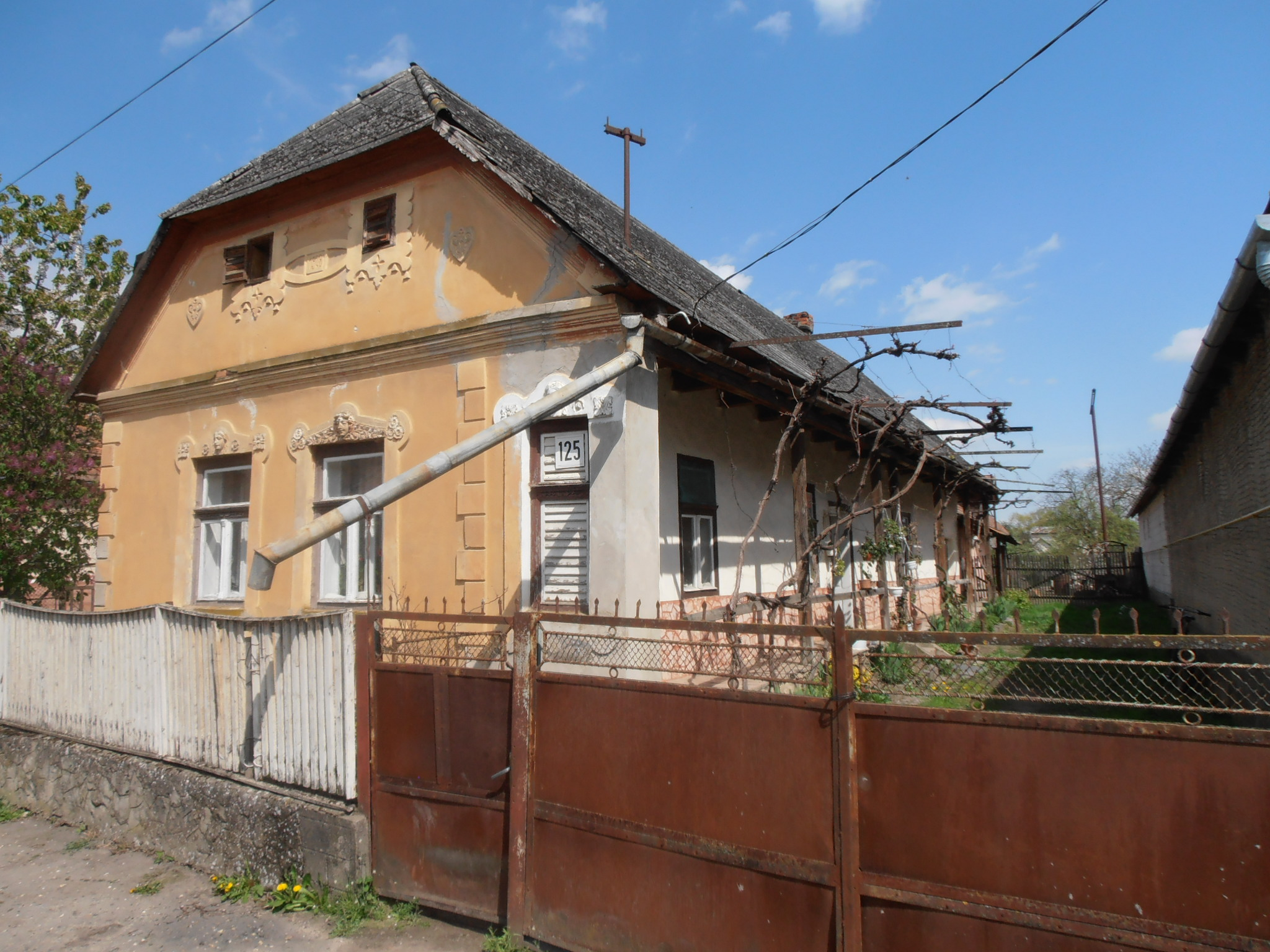
Egy 1928-ban épült ház
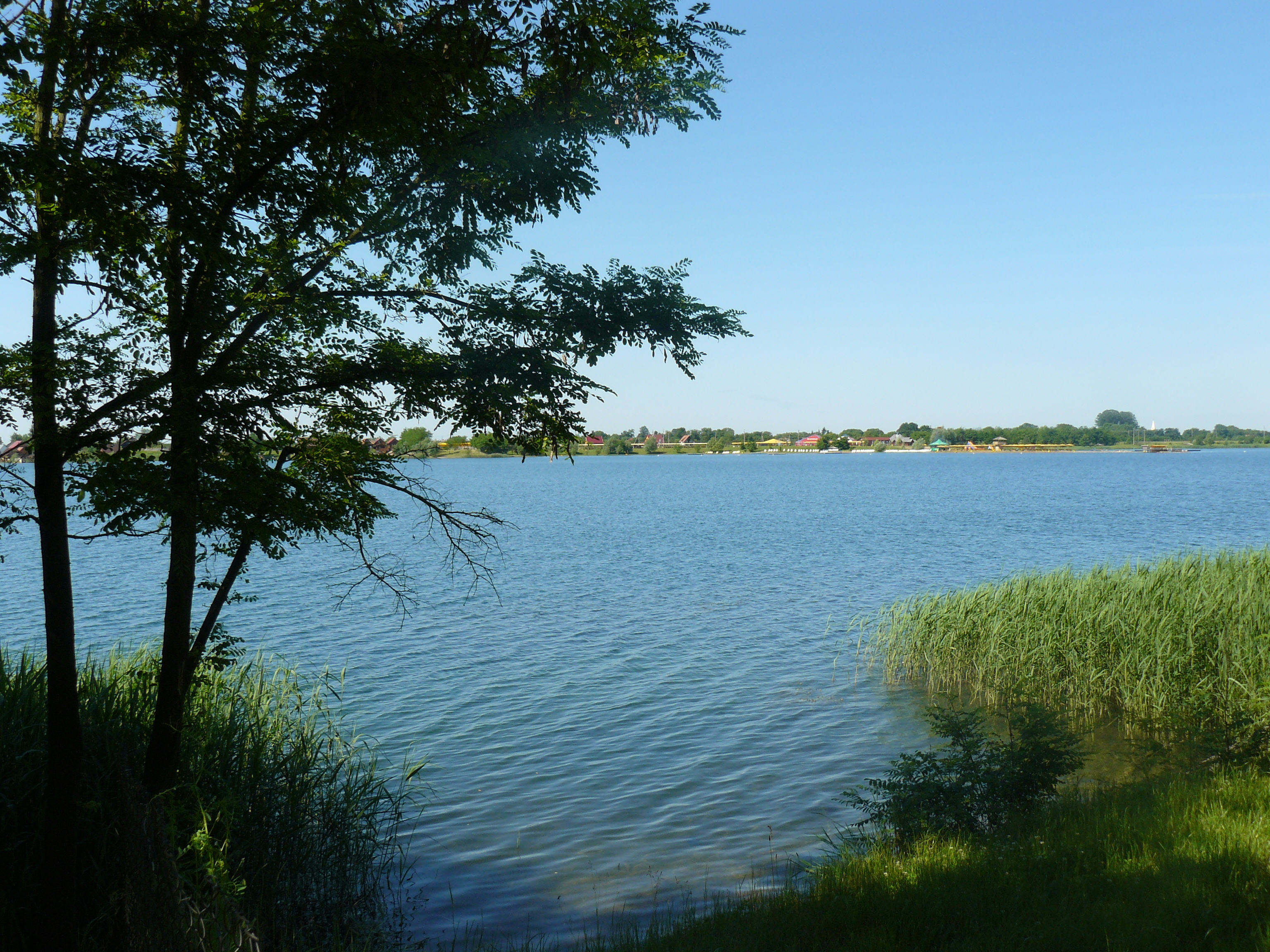
A volt bányató ma üdülőközpont